# Lo Rosièr
Lo Rosièr (nom occità, en francès Le Rozier) és un poble situat a la confluència del riu Tarn i el seu afluent la Jonta, al peu dels espadats dels Causses (altiplans calcaris) de Sauvatèrra, Negre i Mejan, dins de les gorges del Tarn i a l'inici de les de la Jonta.